# Uderz w bęben
Uderz w bęben (oryg. Dhol) – indyjska komedia z 2007 roku wyreżyserowana przez Priyadarshana, autora Bhool Bhulaiyaa i Hulchul. W rolach głównych Sharman Joshi, Tusshar Kapoor, Kunal Khemu, Rajpal Yadav i Tanushree Dutta. To remake w hindikomedii w języku malajalam In Harihar Nagar. Muzyka – Pritam Chakraborty.

## Fabuła
Pankaj Tiwari (Sharman Joshi), Sameer Arya (Tusshar Kapoor), Gautam Sesodia (Kunal Khemu) i Martamd Dandere (Rajpal Yadav) to czwórka przyjaciół wołających na siebie: Pakya, Sam, Goti i Moru. Najczęściej słychać wśród nich krzyk „Gotu, wiejemy!” Ich specjalnością są bowiem kłopoty. Uciekają przed właścicielką pokoju, za którego czynsz nie mają czym zapłacić, przed motocyklowym gangiem, przed policją, przed mafią. Od bójki do bójki, od kłamstwa do kłamstwa. Jak na chłopaków o złotym sercu sporo naoszukiwali próbując urządzić się poprzez ożenek z bogatą Ritu (Tanushree Dutta).

## Obsada
- Sharman Joshi – Pankaj Tiwari / Pakkya
- Tusshar Kapoor – Sameer Arya / Sam
- Kunal Khemu – Gautam Sisodiya / Goti
- Rajpal Yadav – Martand Dambhere / Maru
- Payal Rohatgi – Sophie
- Tanushree Dutta – Ritu
- Om Puri – dziadek Ritu
- Arbaaz Khan – Jai
- Murli Sharma – Zicomo
- Tiku Talsania – wuj Martanda
- Asrani – Sunil Nahata, Pankaja szwagier

## Muzyka i piosenki
Muzykę do filmu skomponował Pritam Chakraborty, autor muzyki do Kiedy ją spotkałem, Życie w... metropolii, Woh Lamhe, Hattrick (film), Just Married, Bas Ek Pal,  Pyaar Ke Side Effects, Dhoom, Naksha, Dhoom 2, Apna Sapna Money Money, Garam Masala, Chocolate, Dhan Dhana Dhan Goal, Król z przypadku czy Bhagam Bhag.
- O Yaara dhol bajake – Mika Singh
- Namakool – Shaan i Kunal Ganjawala
- O Yaara dhol bajake – Labh Janjua
- Haadsa – Sunidhi Chauhan i Akriti Kakkar
- Bheega Aasman – Shaan i Vijay Yesudas
- All Night Long – Usha Uthup
- Dil Liya Dil Liya – Shreya Ghoshal
- O Yaara dhol bajake – Soham Chakraborty i Suhail Kaul